# Józef Mosiej
Józef Mosiej (ur. 1951) – polski profesor nauk rolniczych, profesor nadzwyczajny Szkoły Głównej Gospodarstwa Wiejskiego w Warszawie i Wyższej Szkoły Ekologii i Zarządzania w Warszawie.

## Życiorys
W 1980 na podstawie rozprawy pt. Podstawy regulowania stosunków wodnych i pokarmowych przy deszczowaniu traw w uprawie polowej otrzymał stopień naukowy doktora nauk technicznych. W 2000 na podstawie dorobku naukowego oraz rozprawy pt. Przyrodniczo-techniczne uwarunkowania gospodarowania wodą w dolinie rzeki Ner uzyskał na Wydziale Inżynierii i Kształtowania Środowiska SGGW stopień doktora habilitowanego nauk rolniczych, dyscyplina: kształtowanie środowiska, specjalność: melioracje rolne. W 2009 prezydent RP Lech Kaczyński nadał mu tytuł naukowy profesora nauk rolniczych. Został profesorem nadzwyczajnym SGGW i Wyższej Szkoły Ekologii i Zarządzenia w Warszawie.